# Springwater (метеорит)
Springwater — железокаменный метеорит, обнаруженный в 1931 году в провинции Саскачеван (Канада). Относится к достаточно редкому классу метеоритов — палласитам (из 35 тысяч зарегистрированных метеоритов к нему относятся только 84, и лишь 3 из них были обнаружены в Канаде). Он происходит из пояса астероидов между Марсом и Юпитером. Возраст — 4,5 миллиарда лет, вес 67,6 кг. Наиболее крупный фрагмент, имеющий вес 52,8 кг, находится в Королевском музее Онтарио в Торонто.
Тридцать процентов метеорита составляют богатые железом металлические фазы камасита и тэнита, а остальное в основном состоит из оливина. Есть небольшое количество других минералов, в том числе несколько фосфатов, таких как фаррингтонит (Mg3(PO4)2) и станфилдит (Ca4(Mg,Fe)5(PO4)6) и мерриллит (член группы витлокита).